# Lao Airlines
Lao Airlines este compania aeriană națională din Laos, cu sediul în Vientiane. Aceasta funcționează pe piața internă, precum și în servicii internaționale în țări precum Cambodgia, China, Thailanda, Vietnam, Singapore și Coreea. Principala sa bază de operare este aeroportul Wattay Interntional din Vientiane. este subordonată Ministerului Lucrărilor Publice și Transporturilor.

## Destinații

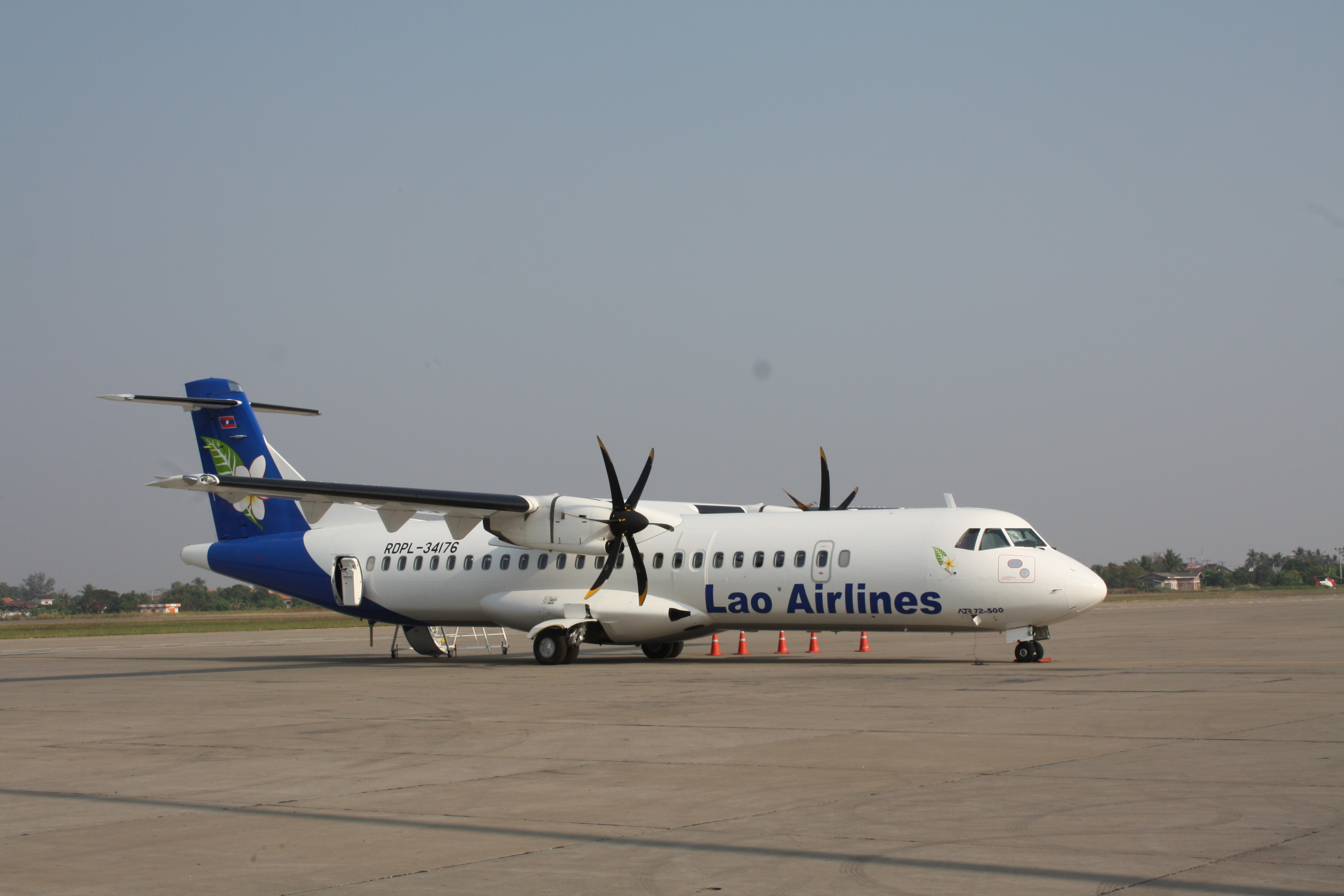
ATR 72-500 la aeroportul Wattay, Vientiane.

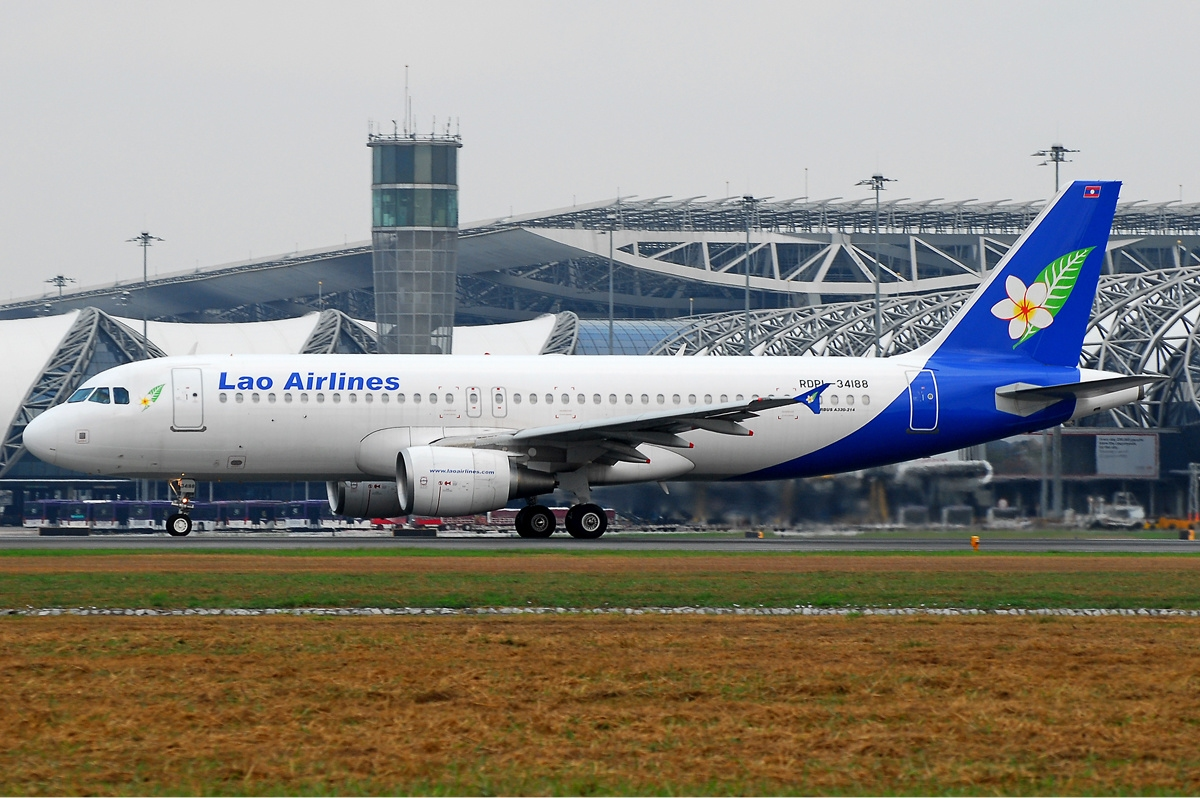
Airbus A320-200 la Aeroportul Suvarnabhumi, Bangkok.

Din luna Mai 2017, Lao Airlines operează zboruri către următoarele destinații:
- Laos
  - Luang Namtha - Louangnamtha Airport
  - Luang Prabang - Luang Prabang International Airport Focus City
  - Oudomxay - Oudomsay Airport
  - Pakse - Pakse International Airport
  - Savannakhet - Savannakhet Airport
  - Vientiane - Wattay International Airport Base
  - Xieng Khuang - Xieng Khouang Airport

Cambodia
  - Phnom Penh - Phnom Penh International Airport
  - Siem Reap - Siem Reap International Airport

China
  - Guangzhou - Guangzhou Baiyun International Airport
  - Kunming - Kunming Changshui International Airport
  - Jinghong - Xishuangbanna Gasa International Airport
  - Chengdu - Chengdu Shuangliu International Airport
  - Changsha - Changsha Huanghua International Airport

Singapore
  - Singapore Changi Airport

Thailand
  - Bangkok - Suvarnabhumi Airport
  - Chiang Mai - Chiang Mai International Airport

Vietnam
  - Hanoi - Noi Bai International Airport
  - Ho Chi Minh City - Tan Son Nhat International Airport

South Korea
  - Seoul - Incheon International Airport
  - Busan - Gimhae International Airport

Future Destinations
Myanmar
  - Yangon - Yangon International Airport

Indonesia
  - Jakarta - Soekarno-Hatta International Airport

China
  - Nanning - Nanning Wuxu International Airport

Taiwan
  - Taipei - Taiwan Taoyuan International Airport

Laos
  - Ban Houayxay - Ban Huoeisay Airport
  - Xam Neua - Nathong Airport

## Flota
Lao Airlines are flota alcătuită din următoarele aeronave (din August 2016):